# NGC 3455
NGC 3455 is een balkspiraalstelsel in het sterrenbeeld Leeuw. Het hemelobject werd op 21 maart 1784 ontdekt door de Duits-Britse astronoom William Herschel.

## Synoniemen
- UGC 6028
- MCG 3-28-31
- ZWG 95.62
- KCPG 257B
- IRAS 10518+1733
- PGC 32767